# 서현초등학교 (충북)
서현초등학교는 대한민국 충청북도 청주시에 있는 초등학교다.

## 학교 연혁
- 2005. 11. 01. 서현초등학교 설립 인가(30학급)
- 2008. 09. 01. 개교(16학급 편성), 초대 김현구 교장 부임
- 2008. 11. 04. 개교기념식
- 2009. 02. 19. 제1회 졸업(졸업생 총62명)
- 2009. 03. 01. 27학급 편성
- 2010. 02. 19. 제2회 졸업(졸업생 119명)
- 2010. 03. 01. 32학급편성(특수반 1학급 포함)
- 2010. 03. 01. ~ 2012. 02. 29. 한국교원대학교 교육실습협력학교 지정운영
- 2011. 02. 18. 제3회 졸업(졸업생 총354명)
- 2011. 03. 01. 35학급편성(특수반 1학급 포함)
- 2012. 02. 17. 제4회 졸업(졸업생 총552명)
- 2012. 03. 01. 제2대 유승용 교장 부임
- 2013. 02. 21. 제5회 졸업(졸업생 초등 총 664명, 유치원 총 180명)
- 2014. 02. 18. 제6회 졸업(졸업생 초등 총 864명, 유치원 총 234명)
- 2014. 03. 01. 초등 37학급(특수반 1학급 포함), 유치원 5학급 편성
- 2014. 03. 01. 제3대 강찬원 교장 부임
- 2015. 02. 16. 제7회 졸업(졸업생 초등 총 1,029명, 유치원 총 280명)
- 2015. 03. 01. 초등 40학급(특수 1학급 포함), 유치원 5학급 편성
- 2016. 09. 01. 제4대 김채옥 교장 부임
- 2017. 02. 14. 제9회 졸업(졸업생 총 1,391명)
- 2017. 03. 01. 초등 38학급(특수 1학급 포함), 유치원 5학급 편성
- 2018. 02. 08. 제10회 졸업
- 2018. 03. 02. 초등 37학급(특수 1학급 포함), 유치원 5학급 편성
- 2018. 03. 01. 한국교원대학교 교육실습협력학교 지정 운영(2년)
- 2021. 03. 01. 한국교원대학교 교육실습협력학교 지정 운영(2년)
- 2023. 03. 01. 제15회 졸업(졸업생201명, 총2,461명)
- 2023. 03. 01. 초등42학급 편성(특수2) 학생수 1,008명